# Mistrzostwa Świata w Lekkoatletyce 1987 – bieg na 100 m mężczyzn

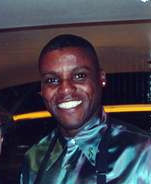
Mistrz świata Carl Lewis

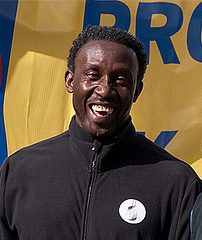
Brązowy medalista Linford Christie

Bieg na 100 metrów mężczyzn – jedna z konkurencji biegowych rozgrywanych podczas lekkoatletycznych mistrzostw świata w 1987 na Stadionie Olimpijskim w Rzymie.
Pierwotnie zwycięzcą został Ben Johnson z Kanady, który w finale ustanowił rekord świata z czasem 9,83 s. Jednakże w 1989 został on zdyskwalifikowany z powodu stosowania dopingu, a jego wyniki z mistrzostw anulowane. Mistrzem świata został drugi na mecie Carl Lewis, który tym samym obronił tytuł zdobyty na poprzednich mistrzostwach.

## Terminarz
| Data        |              |
| ----------- | ------------ |
| 29 sierpnia | Eliminacje   |
| 29 sierpnia | Ćwierćfinały |
| 30 sierpnia | Półfinały    |
| 30 sierpnia | Finał        |

## Rekordy
|                          | Zawodnik     | Wynik | Miejsce          | Data                 |
| ------------------------ | ------------ | ----- | ---------------- | -------------------- |
| Rekord świata            | Calvin Smith | 9,93  | Colorado Springs | 3 lipca 1983(dts)    |
| Rekord mistrzostw świata | Carl Lewis   | 10,07 | Helsinki         | 8 sierpnia 1983(dts) |

## Wyniki

### Eliminacje
Rozegrano 7 biegów eliminacyjnych. Z każdego biegu czterech najlepszych zawodników automatycznie awansowało do ćwierćfinałów (Q). Skład ćwierćfinalistów uzupełniło czterech najszybszych sprinterów spoza pierwszej czwórki ze wszystkich biegów eliminacyjnych (q).

#### Bieg 1
| Poz. | Imię i nazwisko   | Narodowość          | Wynik | Uwagi |
| ---- | ----------------- | ------------------- | ----- | ----- |
| 1    | Ray Stewart       | Jamajka             | 10,23 | Q     |
| 2    | Ronald Desruelles | Belgia              | 10,39 | Q     |
| 3    | Mike McFarlane    | Wielka Brytania     | 10,39 | Q     |
| 4    | Cheng Hsin-fu     | Chińskie Tajpej     | 10,41 | Q     |
| 5    | Mark Witherspoon  | Stany Zjednoczone   | 10,65 |       |
| 6    | Leandro Peñalver  | Kuba                | 10,65 |       |
| 7    | Earl Hazel        | Saint Kitts i Nevis | 10,96 |       |
| 8    | Robert Loua       | Gwinea              | 11,09 |       |

#### Bieg 2
| Poz. | Imię i nazwisko       | Narodowość        | Wynik | Uwagi |
| ---- | --------------------- | ----------------- | ----- | ----- |
| 1    | Max Morinière         | Francja           | 10,29 | Q     |
| 2    | Aleksandr Jewgienjew  | ZSRR              | 10,33 | Q     |
| 3    | Andrés Simón          | Kuba              | 10,34 | Q     |
| 4    | Lee McRae             | Stany Zjednoczone | 10,34 | Q     |
| 5    | Christian Haas        | RFN               | 10,39 | q     |
| 6    | Oussen Issa Allassane | Benin             | 10,68 |       |
| 7    | Ziad Hanna            | Liban             | 11,04 |       |
| 8    | Amawi Mohd Eid Ismail | Palestyna         | 11,56 |       |

#### Bieg 3
| Poz. | Imię i nazwisko    | Narodowość                           | Wynik | Uwagi |
| ---- | ------------------ | ------------------------------------ | ----- | ----- |
| 1    | Robson da Silva    | Brazylia                             | 10,42 | Q     |
| 2    | Achmed de Kom      | Holandia                             | 10,49 | Q     |
| 3    | Władimir Murawjow  | ZSRR                                 | 10,53 | Q     |
| 4    | Harouna Pale       | Burkina Faso                         | 10,68 | Q     |
| 5    | Théophile Nkounkou | Kongo                                | 10,89 |       |
| –    | Youssouf Ali       | Komory                               | DNS   |       |
| –    | Greg Barnes        | Wyspy Dziewicze Stanów Zjednoczonych | DNS   |       |
| –    | Alan Wells         | Wielka Brytania                      | DNS   |       |

#### Bieg 4
| Poz. | Imię i nazwisko      | Narodowość          | Wynik | Uwagi |
| ---- | -------------------- | ------------------- | ----- | ----- |
| 1    | Pierfrancesco Pavoni | Włochy              | 10,24 | Q     |
| 2    | Wiktor Bryzhin       | ZSRR                | 10,25 | Q     |
| 3    | Linford Christie     | Wielka Brytania     | 10,29 | Q     |
| 4    | Hiroki Fuwa          | Japonia             | 10,43 | Q     |
| 5    | Li Tao               | Chiny               | 10,52 |       |
| 6    | Julien Thode         | Antyle Holenderskie | 10,69 |       |
| 7    | Óscar Fernández      | Peru                | 11,04 |       |
| 8    | Alan Zammit          | Malta               | 11,32 |       |

#### Bieg 5
| Poz. | Imię i nazwisko      | Narodowość     | Wynik | Uwagi |
| ---- | -------------------- | -------------- | ----- | ----- |
| 1    | Andrew Smith         | Jamajka        | 10,39 | Q     |
| 2    | José Javier Arqués   | Hiszpania      | 10,41 | Q     |
| 3    | Charles-Louis Seck   | Senegal        | 10,43 | Q     |
| 4    | Patrick Nwankwo      | Nigeria        | 10,43 | q     |
| 5    | Mustapha Kamel Selmi | Algieria       | 10,48 | q     |
| 6    | Rodney Cox           | Turks i Caicos | 11,18 |       |
| 7    | Gilbert Bessi        | Monako         | 11,77 |       |
| 1    | Ben Johnson          | Kanada         | 10,24 | Q, DQ |

#### Bieg 6
| Poz. | Imię i nazwisko   | Narodowość        | Wynik | Uwagi |
| ---- | ----------------- | ----------------- | ----- | ----- |
| 1    | Carl Lewis        | Stany Zjednoczone | 10,05 | Q,    |
| 2    | Attila Kovács     | Węgry             | 10,26 | Q     |
| 3    | Walentin Atanasow | Bułgaria          | 10,39 | Q     |
| 4    | Ricardo Chacón    | Kuba              | 10,43 | Q     |
| 5    | Dirk Schweisfurth | RFN               | 10,50 |       |
| 6    | Arnaldo Abrantes  | Portugalia        | 10,64 |       |
| 7    | Rick Hiram        | Nauru             | 11,37 |       |
| –    | Trevor Davis      | Anguilla          | DNS   |       |

#### Bieg 7
| Poz. | Imię i nazwisko        | Narodowość        | Wynik   | Uwagi |
| ---- | ---------------------- | ----------------- | ------- | ----- |
| 1    | Chidi Imoh             | Nigeria           | 10,22 w | Q     |
| 2    | Andreas Berger         | Austria           | 10,22 w | Q     |
| 3    | Desai Williams         | Kanada            | 10,30 w | Q     |
| 4    | Eric Akogyiram         | Ghana             | 10,37 w | Q     |
| 5    | Joilto Bonfim          | Brazylia          | 10,41 w | q     |
| 6    | Jerry Jeremiah         | Vanuatu           | 10,81 w |       |
| 7    | Ibrahim Mohamed-Waheed | Malediwy          | 11,48 w |       |
| –    | Takale Tuna            | Papua-Nowa Gwinea | DNS     |       |

### Ćwierćfinały
Rozegrano 4 biegi ćwierćfinałowe. Z każdego biegu trzech najlepszych zawodników awansowało do następnej rundy (Q). Skład półfinalistów uzupełniło czterech najszybszych sprinterów spoza pierwszej trójki ze wszystkich biegów ćwierćfinałowych (q).

#### Bieg 1
| Poz. | Imię i nazwisko   | Narodowość        | Wynik | Uwagi |
| ---- | ----------------- | ----------------- | ----- | ----- |
| 1    | Carl Lewis        | Stany Zjednoczone | 10,38 | Q     |
| 2    | Linford Christie  | Wielka Brytania   | 10,40 | Q     |
| 3    | Attila Kovács     | Węgry             | 10,52 | Q     |
| 4    | Robson da Silva   | Brazylia          | 10,53 |       |
| 5    | Christian Haas    | RFN               | 10,65 |       |
| 6    | Ronald Desruelles | Belgia            | 10,69 |       |
| 7    | Ricardo Chacón    | Kuba              | 10,70 |       |
| 8    | Władimir Murawjow | ZSRR              | 10,80 |       |

#### Bieg 2
| Poz. | Imię i nazwisko    | Narodowość      | Wynik | Uwagi |
| ---- | ------------------ | --------------- | ----- | ----- |
| 1    | Wiktor Bryzhin     | ZSRR            | 10,29 | Q     |
| 2    | Andreas Berger     | Austria         | 10,35 | Q     |
| 3    | Mike McFarlane     | Wielka Brytania | 10,35 | Q     |
| 4    | Max Morinière      | Francja         | 10,39 |       |
| 5    | Charles-Louis Seck | Senegal         | 10,43 |       |
| 6    | Desai Williams     | Kanada          | 10,43 |       |
| 7    | Cheng Hsin-fu      | Chińskie Tajpej | 10,53 |       |
| 8    | Harouna Pale       | Burkina Faso    | 10,67 |       |

#### Bieg 3
| Poz. | Imię i nazwisko      | Narodowość        | Wynik | Uwagi |
| ---- | -------------------- | ----------------- | ----- | ----- |
| 1    | Chidi Imoh           | Nigeria           | 10,20 | Q     |
| 2    | Lee McRae            | Stany Zjednoczone | 10,21 | Q     |
| 3    | Pierfrancesco Pavoni | Włochy            | 10,28 | Q     |
| 4    | Eric Akogyiram       | Ghana             | 10,31 | q     |
| 5    | Walentin Atanasow    | Bułgaria          | 10,37 | q     |
| 6    | Hiroki Fuwa          | Japonia           | 10,38 |       |
| 7    | Achmed de Kom        | Holandia          | 10,45 |       |
| 8    | Joilto Bonfim        | Brazylia          | 10,46 |       |

#### Bieg 4
| Poz. | Imię i nazwisko      | Narodowość | Wynik | Uwagi |
| ---- | -------------------- | ---------- | ----- | ----- |
| 1    | Ray Stewart          | Jamajka    | 10,14 | Q     |
| 2    | Andrés Simón         | Kuba       | 10,23 | Q     |
| 3    | Aleksandr Jewgienjew | ZSRR       | 10,37 | q     |
| 4    | Andrew Smith         | Jamajka    | 10,37 | q     |
| 5    | José Javier Arqués   | Hiszpania  | 10,46 |       |
| 6    | Mustapha Kamel Selmi | Algieria   | 10,48 |       |
| 7    | Patrick Nwankwo      | Nigeria    | 10,49 |       |
| 2    | Ben Johnson          | Kanada     | 10,14 | Q, DQ |

### Półfinały
Rozegrano 2 biegi półfinałowe. Z każdego biegu 4 najlepszych zawodników awansowało do finału (Q).

#### Bieg 1
| Poz. | Imię i nazwisko      | Narodowość        | Wynik | Uwagi |
| ---- | -------------------- | ----------------- | ----- | ----- |
| 1    | Linford Christie     | Wielka Brytania   | 10,25 | Q     |
| 2    | Pierfrancesco Pavoni | Włochy            | 10,33 | Q     |
| 3    | Lee McRae            | Stany Zjednoczone | 10,37 | Q     |
| 4    | Andreas Berger       | Austria           | 10,37 |       |
| 5    | Eric Akogyiram       | Ghana             | 10,40 |       |
| 6    | Andrew Smith         | Jamajka           | 10,41 |       |
| 7    | Aleksandr Jewgienjew | ZSRR              | 10,51 |       |
| 1    | Ben Johnson          | Kanada            | 10,15 | Q, DQ |

#### Bieg 2
| Poz. | Imię i nazwisko   | Narodowość        | Wynik | Uwagi |
| ---- | ----------------- | ----------------- | ----- | ----- |
| 1    | Carl Lewis        | Stany Zjednoczone | 10,03 | Q,    |
| 2    | Ray Stewart       | Jamajka           | 10,12 | Q     |
| 3    | Attila Kovács     | Węgry             | 10,22 | Q     |
| 4    | Wiktor Bryzhin    | ZSRR              | 10,23 | Q     |
| 5    | Andrés Simón      | Kuba              | 10,24 |       |
| 6    | Chidi Imoh        | Nigeria           | 10,29 |       |
| 7    | Mike McFarlane    | Wielka Brytania   | 10,38 |       |
| 8    | Walentin Atanasow | Bułgaria          | 10,53 |       |

### Finał
| Poz. | Imię i nazwisko      | Narodowość        | Wynik | Uwagi |
| ---- | -------------------- | ----------------- | ----- | ----- |
| 1    | Carl Lewis           | Stany Zjednoczone | 10,07 | =     |
| 2    | Ray Stewart          | Jamajka           | 10,08 |       |
| 3    | Linford Christie     | Wielka Brytania   | 10,14 |       |
| 4    | Attila Kovács        | Węgry             | 10,20 |       |
| 5    | Wiktor Bryzhin       | ZSRR              | 10,25 |       |
| 6    | Lee McRae            | Stany Zjednoczone | 10,34 |       |
| 7    | Pierfrancesco Pavoni | Włochy            | 16,23 |       |
| 1    | Ben Johnson          | Kanada            | 9,83  | DQ    |